# Mano Negra
Mano Negra — французький анархо-панковий рок-гурт, лідером якої був Ману Чао. Була заснована в 1987 році Ману разом з його братом Антуаном. Проіснував до приблизно 1994-1995 року.

## Дискографія
Альбоми
- 1988: Patchanka
- 1989: Puta's Fever
- 1991: King of Bongo
- 1994: Casa Babylon

Концертний альбом
- 1992: In the Hell of Patchinko

Збірки
- 1991: Amerika Perdida
- 1998: Best of
- 2004: L'Essentiel